# Jacob Wukie
Jacob Wukie (* 11. Mai 1986 in Massillon, Ohio) ist ein US-amerikanischer Bogenschütze.
Jacob Wukie startete im Rahmen der Olympischen Sommerspiele 2012 in London zum ersten und bislang einzigen Mal bei Olympia. Nachdem er im Einzelwettbewerb in der Platzierungsrunde den zwölften Platz belegt hatte, schied er anschließend durch eine Niederlage gegen Bård Nesteng in der zweiten Runde der Gruppenphase (Sechzehntelfinale) aus. Im Mannschaftswettbewerb kam Wukie zusammen mit Brady Ellison und Jake Kaminski nach Siegen über Japan und Südkorea bis ins Finale, wo sie dann jedoch äußerst knapp mit 218:219 gegen Italien verloren und damit die Silbermedaille gewannen.
Wukie lebt derzeit in Chula Vista, Kalifornien. Er hat drei Geschwister. Wukie heiratete im Dezember 2012 und hat mit seiner Frau drei Töchter. Seine Hobbys sind Jagen, Fischen und Campen.